# 莫斯科人
莫斯科人（俄语：Москвич）是蘇聯及俄羅斯的汽車品牌。1946年至1991年由AZLK生產，1991年至2001年起由OAO Moskvitch生產，其後停產。2022年5月，由于俄罗斯入侵乌克兰，雷诺将其位於俄罗斯的工厂出售给莫斯科市政府，莫斯科市政府打算将收購來的该工厂国有化，並重新生产莫斯科人汽车。 2022年11月23日，莫斯科人在莫斯科恢复生产。

## 外部鏈接
- https://moskvich-auto.ru （页面存档备份，存于） (in Russian, official brand website)
- http://www.azlk.ru （页面存档备份，存于） (in Russian, former official factory website)
- http://alekohistory.narod.ru （页面存档备份，存于） (in Russian, dedicated to Aleko-141)
- http://www.moskvich.de （页面存档备份，存于）
- https://web.archive.org/web/20101125195634/http://moskvichtuning.ru/ (tuning fan site)
- https://www.sobyanin.ru/o-perspektivah-moskovskogo-zavoda-reno?utm_source=tg&utm_medium=post&utm_campaign=160522 （页面存档备份，存于）